# 吳世榮 (1875年)
吳世榮（英语：Goh Say Eng，1875年—1944年）原籍福建省海澄县，是當年同盟會檳城分會會長，檳城第二代華僑，家人經營麵粉為業。曾協助孫中山革命，與陳新政、黃金慶協作。辛亥革命後，吳世榮代表南洋各埠同盟會，於1912年回國參加中華民國開國大典，由孫中山親率領臨時政府要員迎接。回國後，協同組建華僑聯合會。吳世榮任副會長（汪精衛任會長）。還協助孫中山籌組中華實業銀行。1913年5月銀行創立，孫中山任名譽總董，吳世榮任協理。1942年吳世榮病逝，墓於檳城。
1. ↑  更瞭解孫中山歷史 18老屋置3語解說板 （页面存档备份，存于）孙中山槟城基地纪念馆，2011/05/27